# Люцерна арабська
Люцерна арабська (Medicago arabica) — вид квіткових рослин родини бобові (Fabaceae).

## Опис
Однорічна трав'яниста рослина. Стебло сланке або висхідне, розсіяно волохате або безволосе, завдовжки від 15 до 50 сантиметрів. Листя волохате знизу з характерною плямою червоно-коричневого або пурпурно-чорного кольору в середині. Листочки, як правило, 10–25 × 10–25 мм, клиноподібні або зворотно-серцеподібні, верх виїмчастий або слабо-виїмчастий. Період цвітіння з квітня по червень. Гроноподібне суцвіття містить від одного до п'яти квітів. Жовті пелюстки стоять разом, завдовжки від 5 до 7 міліметрів у типовому вигляді метелика. Запилення здійснюється комахами. Плід від 5 до 10 міліметрів сферичний, колючий, спочатку зелений, жовтий і коричневий у кінці. Насіння ниркоподібне, 2.5–3.5 мм, поверхня гладка, слабо блискуча, від світло-жовтого до червонувато-коричневого забарвлення. 2n=16.

## Поширення
Країни поширення: Північна Африка: Алжир; [пн.] Єгипет [пн.]; Лівія [пн.]; Марокко; Туніс. Західна Азія: Кіпр; Ліван; Сирія [зх.]; Туреччина [зх. & пд.-ц.]. Кавказ: Азербайджан; Грузія; Росія — Передкавказзя, Дагестан. Європа: Велика Британія; Бельгія; Німеччина; Угорщина; Нідерланди; Україна [вкл. Крим]; Албанія; Болгарія; Колишня Югославія; Греція [вкл. Крит]; Італія [вкл. Сардинія, Сицилія]; Румунія; Франція [вкл. Корсика]; Португалія; Гібралтар; Іспанія [вкл. Балеарські острови, Канарські]. Натуралізований: Австралія, Нова Зеландія, Сполучені Штати Америки, деякі країни Європи й Південної Америки. Населяє луки, вологі луки, по узбіччях доріг, 0–1100 метрів.

## Галерея

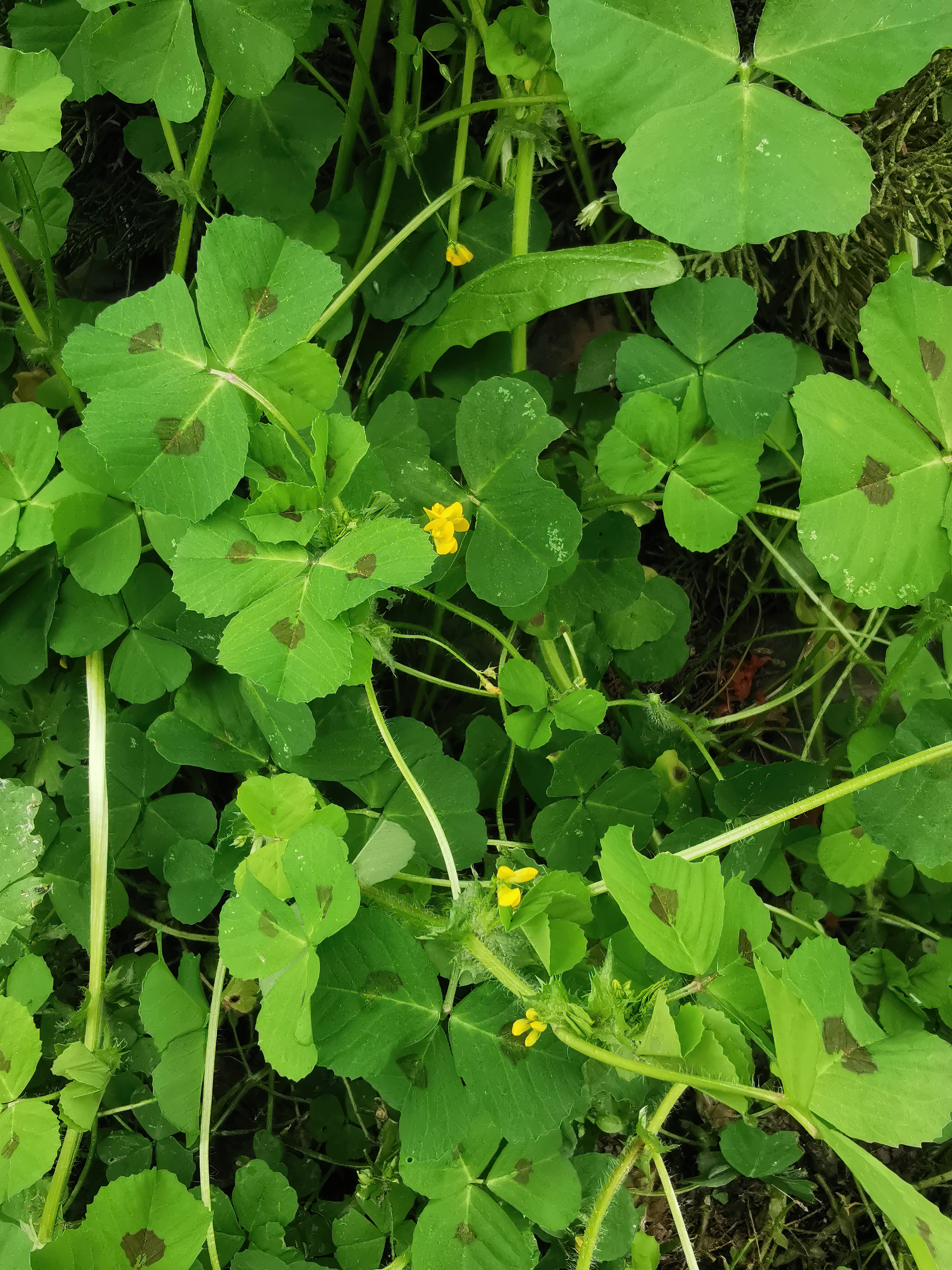
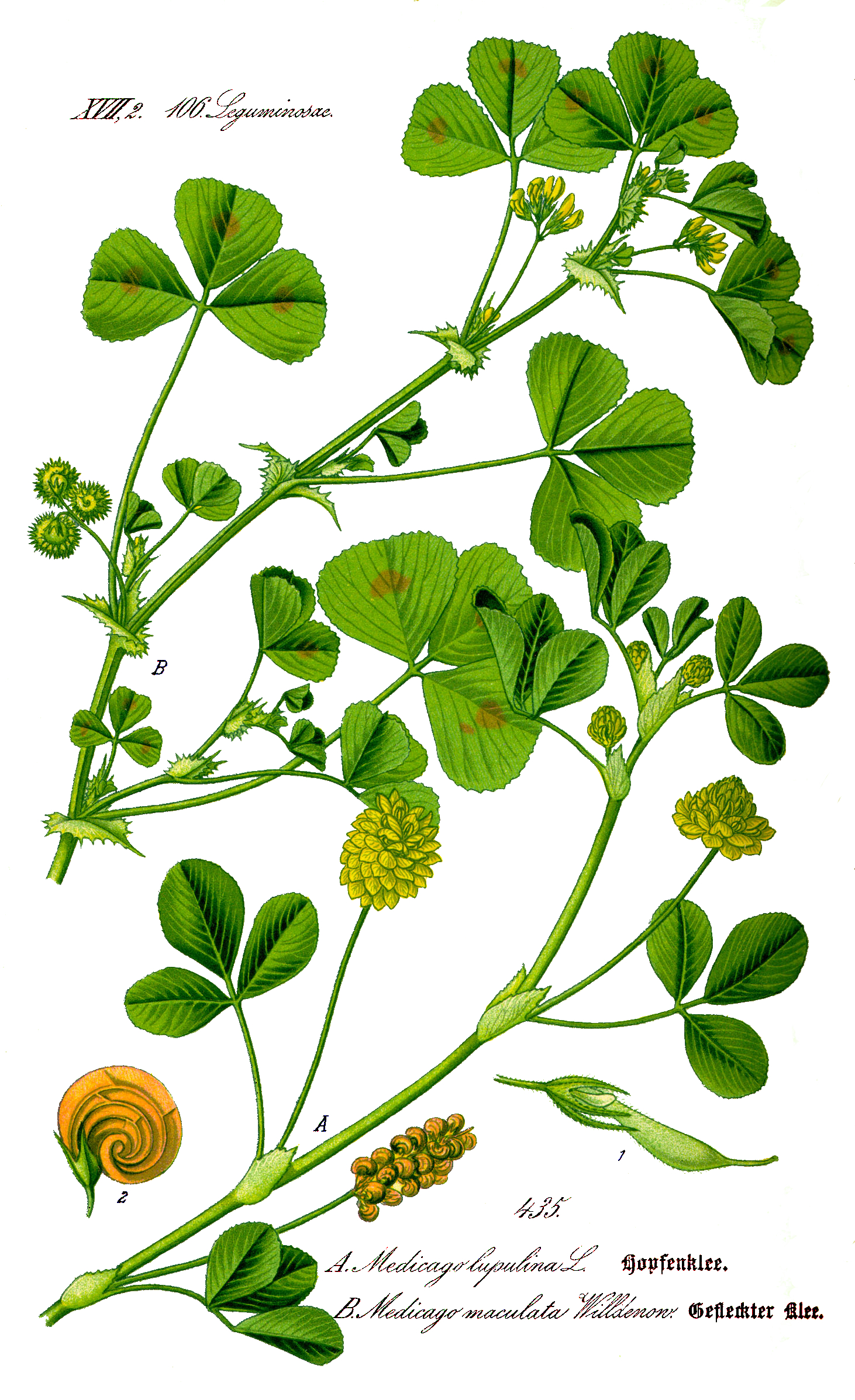
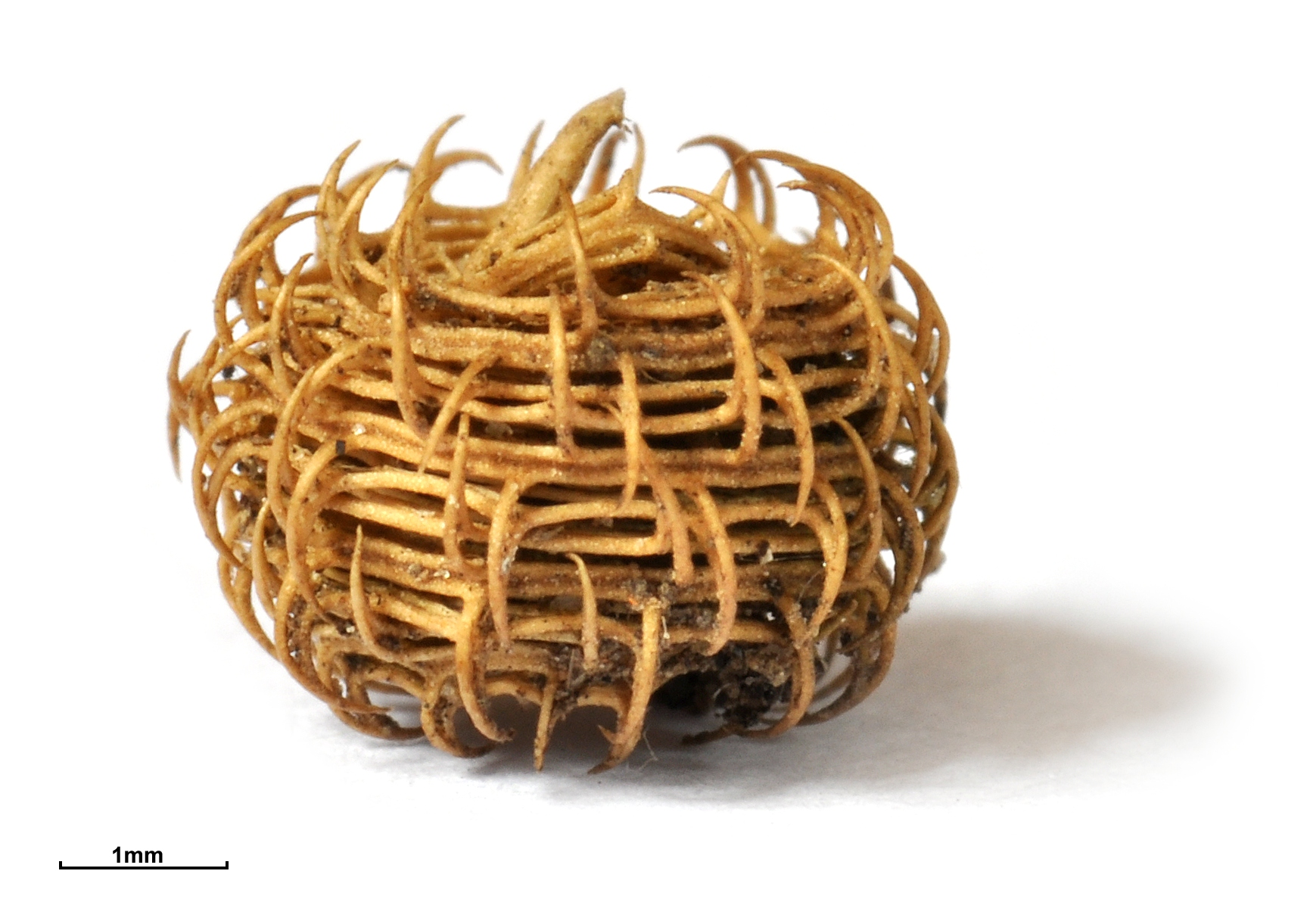
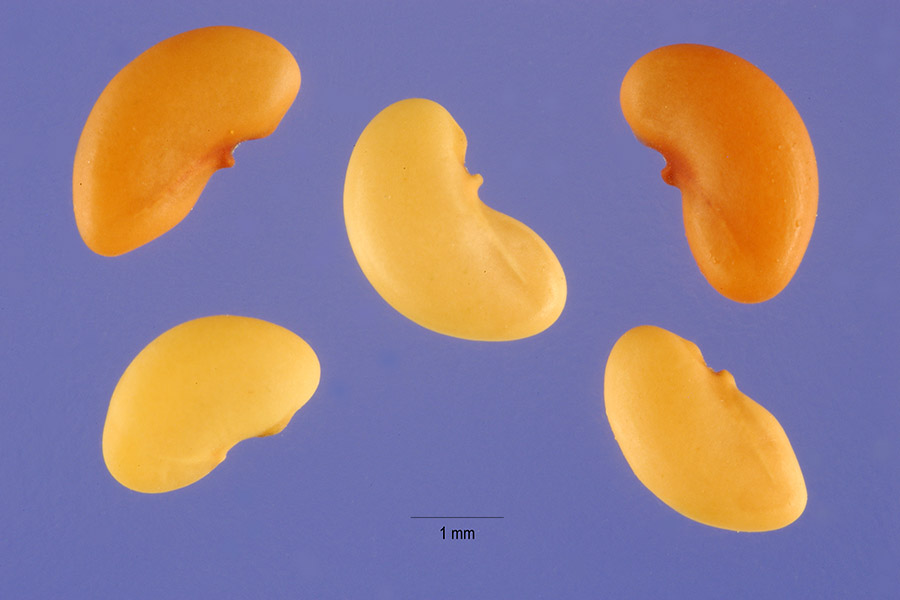
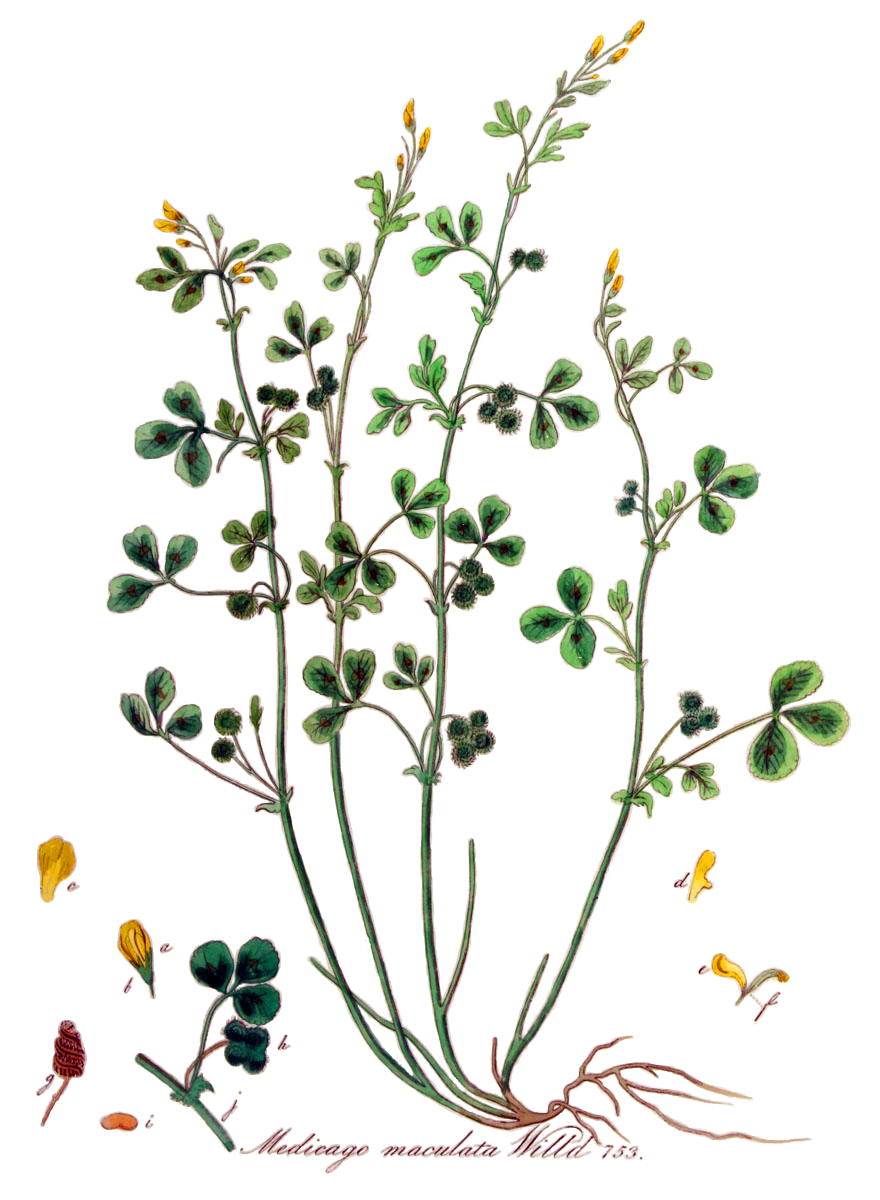